# 精武英雄
《精武英雄》是1994年上映的一部香港功夫片，由陈嘉上執導，袁和平任武术指导，李连杰、中山忍、钱小豪及蔡少芬主演。本片是李小龙1972年的经典影片《精武门》的新版本，被譽為是「世界動作電影的教科書」；李连杰飾演男主角陈真，为其巅峰时期的经典之作。電影獲提名第14屆香港電影金像獎最佳動作設計及第15屆中國電影金雞獎最佳合拍故事片。

## 剧情
一代武术宗师霍元甲在与日本人比武时被人下毒身亡，其在日本留学的弟子陈真闻讯后返回中国，协助师父之子霍廷恩主持精武门的业务，不料却引起了他的妒忌，师兄弟之间引发权力之争。随着陈真对师傅死因的调查，隐藏在事件背后的更大的阴谋渐渐浮现出来……

## 主演
- 李连杰 饰 陈真（粵語配音：朱子聰）
- 中山忍 饰 山田光子
- 钱小豪 饰 霍廷恩（粵語配音：張炳強）
- 蔡少芬 饰 晓红 (素兰)
- 倉田保昭 饰 船越文夫
- 周比利 饰 藤田冈
- 高橋利道（日语：高橋利道） 饰 日本領事
- 秦沛 饰 農勁蓀（粵語配音：高翰文）
- 黃新 饰 廚師（粵語配音：周志輝）
- 彭子晴 飾 陳真師妹
- 樓學賢 飾 芥川龍一
- 盧慶輝 飾 虹口道場的武生
- 譚淑梅 飾 小惠
- 劉思樂 飾 大叔（粵語配音：陳欣)

## 獎項
| 年份 | 頒獎典禮             | 獎項           | 名單   | 結果 |
| ---- | -------------------- | -------------- | ------ | ---- |
| 1995 | 第14屆香港電影金像獎 | 最佳動作設計   | 袁和平 | 提名 |
| 1995 | 第15屆中國電影金雞獎 | 最佳合拍故事片 |        | 提名 |

## 軼事
- 男主角李連杰與飾演女主角的日本女星中山忍傳出「中山忍單戀李連杰」的緋聞。

(現已被證實該傳聞的緣由是來自於1996年中山忍接受華人媒體的相關訪談)
【1996年中山忍的訪談報導】

## 外部連結
- 香港影庫上《精武英雄》的資料（繁體中文）
- 開眼電影網上《精武英雄》的資料（繁體中文）
- 豆瓣电影上《精武英雄》的資料 （简体中文）
- 时光网上《精武英雄》的資料（简体中文）
- AllMovie上《精武英雄》的资料（英文）
- 爛番茄上《精武英雄》的資料（英文）
- 互联网电影数据库（IMDb）上《精武英雄》的资料（英文）
- 主持人：(編劇:林紀陶), 標哥, Gary .無奇不有 2022年8月19日 戲行秘話: 精武英雄 Part A （页面存档备份，存于）